# Los superpoderes
Los superpoderes es una historieta publicada entre 1988 y 1989 en la revista Mortadelo del autor español Francisco Ibáñez perteneciente a su serie Mortadelo y Filemón. 

## Sinopsis
El profesor Bacterio ha inventado un sistema para que los agentes tengan superpoderes. Mortadelo y Filemón tendrán que probar los superpoderes que adquieran (se convertirán en hombres-invisibles, hombres-elásticos, etc.). Irma y Ofelia también tendrán superpoderes gracias al invento del profesor Bacterio.

## Crítica
Soto pone a estas historietas dentro del grupo de las que tienen "un desarrollo realmente pobre".